# Un dimanche de chasse
Pour plus de détails, voir Fiche technique et Distribution.
Un dimanche de chasse est un téléfilm français écrit et réalisé par Catherine Klein.
Cette fiction policière est une production de Pink Lizard pour France 3,,,.

## Fiche technique
Sauf indication contraire, les informations mentionnées dans cette section peuvent être confirmées par la base de données cinématographiques Allociné,  présente dans la section « Liens externes ».
- Titre français : Un dimanche de chasse
- Réalisation : Catherine Klein[1],[5],[2],[6]
- Scénario : Catherine Klein[1],[5],[4]
- Production : Fabienne Arbelot[1],[3]
- Sociétés de production : Pink Lizard[1],[2],[3],[4]
- Pays de production :  France
- Langue originale : français
- Format : couleur
- Genre : Drame, policier
- Durée : 90 minutes[1],[2]
- Dates de première diffusion :

## Distribution
- Pierre Perrier : Florian Cellier
- Murielle Desaunay : Estelle Cellier
- Raphaël Lenglet : Olivier Levasseur
- Samira Lachhab : Hélène Levasseur
- Nicole Ferroni : capitaine de gendarmerie Isabelle Marchand
- Juliette Plumecocq-Mech : Agnès Ducrocq
- Zélie Rixhon : Anaïs Cellier
- Idir Aitouche : Kevin Levasseur
- Cédric Le Maoût : Enzo Monin
- Léo Masson : Julien Cellier

## Production

### Genèse et développement
Le scénario est de la main de Catherine Klein, qui assure également la réalisation,,,.
La production est assurée par Fabienne Arbelot pour Pink Lizard,.

### Tournage
Le tournage se déroule du 21 novembre au 18 décembre 2024 en région Hauts-de-France,,,,,, notamment dans une ferme à Illies dans le département du Nord.